# Papio cynocephalus
(Pierio Valeriano (1477-1558), Hieroglyphica lib. 6. c. 11.)
Il babbuino giallo (Papio cynocephalus Linnaeus, 1766) è una scimmia della famiglia dei Cercopitecidi.

## Morfologia

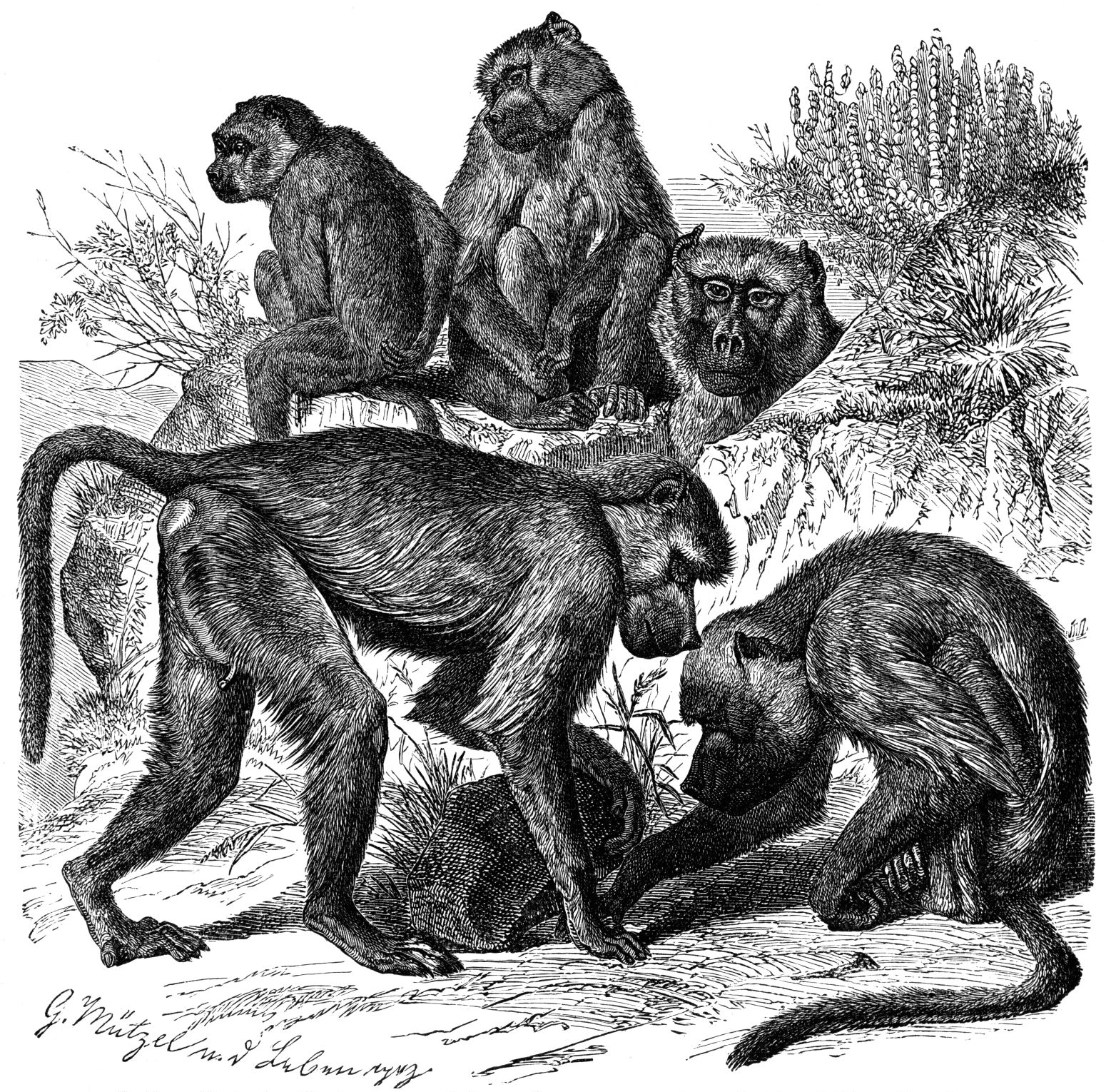
Raffigurazione artistica

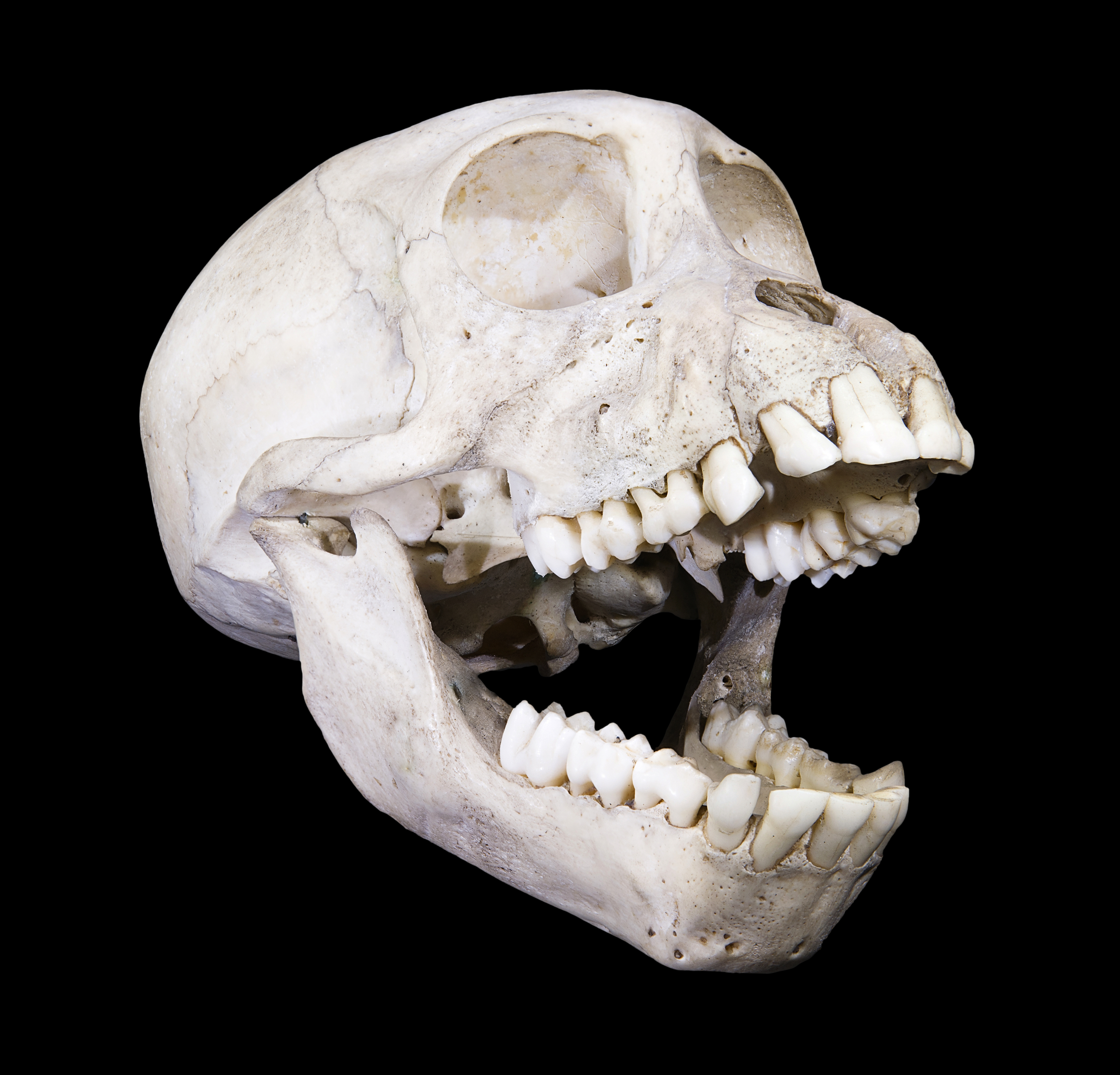
Cranio

L'origine del nome cynocephalus (dal greco antico κυνοκἐφαλος col significato di testa di cane, cinocefalo) viene fatta risalire ad Aristotele e deriva dal muso tozzo e lungo, vagamente simile a quello di un grosso cane, che caratterizza questa specie.
Il muso è glabro e di colore nero. La denominazione comune di babbuino giallo (yellow baboon in lingua inglese) è dovuta alla pelliccia giallo-bruna che ricopre gran parte del corpo, fatta eccezione per la superficie interna degli arti, le guance, e un ciuffo di folte basette ai lati del muso, che sono di colore bianco. Possiede inoltre pronunciate callosità di colore nero sugli ischi. La corporatura è snella, con arti superiori più lunghi degli inferiori. La lunghezza della coda eguaglia quella del corpo.
La specie è caratterizzata da un marcato dimorfismo sessuale: i maschi hanno una altezza media di 120 cm e un peso medio di 25 kg mentre le femmine misurano in media 98 cm e pesano solo 11 kg. I maschi inoltre hanno canini superiori più lunghi e più aguzzi di quelli delle femmine.
La gravidanza dura 170 giorni. Le femmine danno alla luce un cucciolo per volta. La pelliccia dei babbuini neonati, di colore diverso nelle diverse sottospecie (vedi sotto), inizia a mutare intorno ai tre mesi di età, per raggiungere la colorazione adulta verso la fine del sesto mese.
La vita di un esemplare adulto può arrivare sino a trenta anni.

## Biologia
Vivono in gruppi variabili da 5 a 250 esemplari, organizzati secondo complessi modelli gerarchici.  Trascorrono buona parte della giornata impegnati in attività sociali, quali per esempio il grooming (ovvero lo "spulciarsi" a vicenda), che rinsaldano i legami sociali. Non sono rare le interazioni aggressive tra i maschi, compiute mostrando i canini superiori.
Sono onnivori con una preferenza per la frutta, foglie e germogli di acacia, uccelli e le loro uova, insetti (formiche, ortotteri, termiti, scarafaggi) e piccoli vertebrati:  anfibi,  rettili ma anche altri primati di piccola taglia come cercopiteco grigioverde e galagone del Senegal. Sono abili scavatori per la ricerca di tuberi, cormi e bulbi.
Sono sia terricoli che arboricoli: trascorrono la maggior parte del giorno sul terreno, mentre per la notte si ritirano sui rami degli alberi. I gruppi numerosi si distribuiscono su più alberi vicini.  Una delle ragioni per cui cercano rifugio sugli alberi è per proteggersi dai predatori notturni.
I loro principali predatori sono l'uomo e il leopardo, temibile per la sua capacità di arrampicarsi sugli alberi. Potenziali predatori sono anche il leone, la iena,  il pitone. Non è raro che possa essere oggetto di attacchi da parte di altri primati come gli scimpanzé.

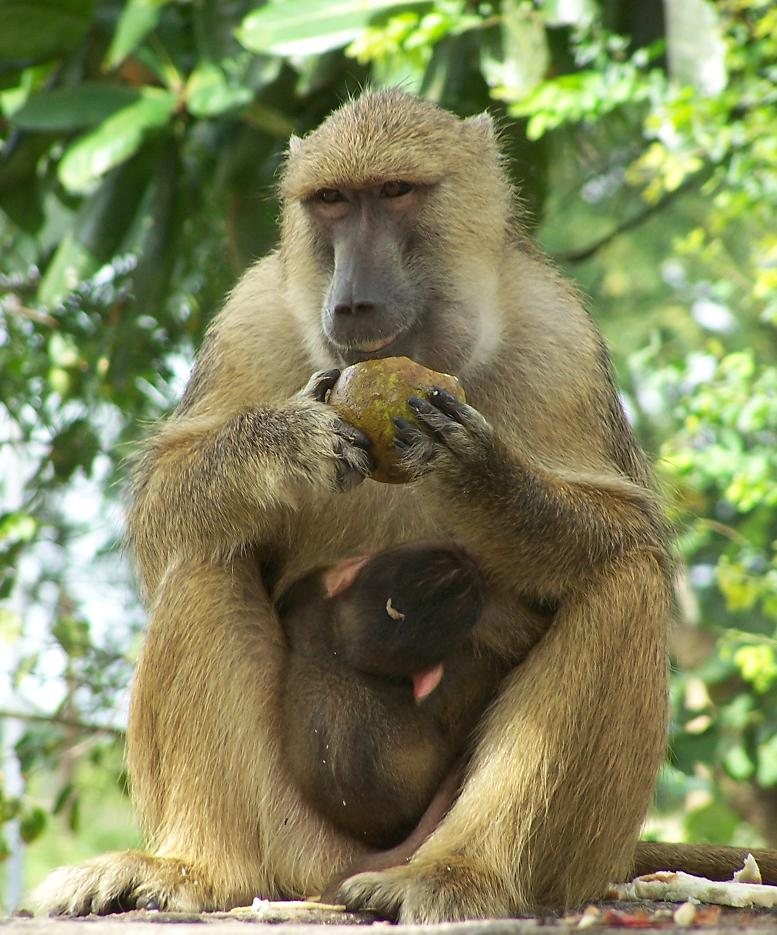
Il colore della pelliccia dei piccoli di P. c. cynocephalus è nero

## Sottospecie
Esistono tre sottospecie di Papio cynocephalus:
- Papio cynocephalus cynocephalus
- Papio cynocephalus ibeanus
- Papio cynocephalus kindae

Le principali differenze tra le sottospecie riguardano:
- il colore della pelliccia alla nascita: nera nel P. c. cynocephalus, rossa nel  P. c. kindae e bianca nel P. c. ibeanus.
- la forma della coda: il P. c. cynocephalus ha una caratteristica coda "spezzata"; la coda viene tenuta dritta quasi orizzontalmente e a una certa distanza ricade bruscamente, sicché sembra rotta. Le altre sottospecie hanno code con curvatura più dolce.
- le dimensioni: il  P. c. kindae è considerevolmente più piccolo delle altre due sottospecie.
- la forma del pelo: il mantello di P. c. ibeanus ha i peli ondulati anziché dritti.

## Distribuzione geografica
La specie è abbondantemente diffusa nelle zone di savana e foresta dell'Africa centro-orientale.

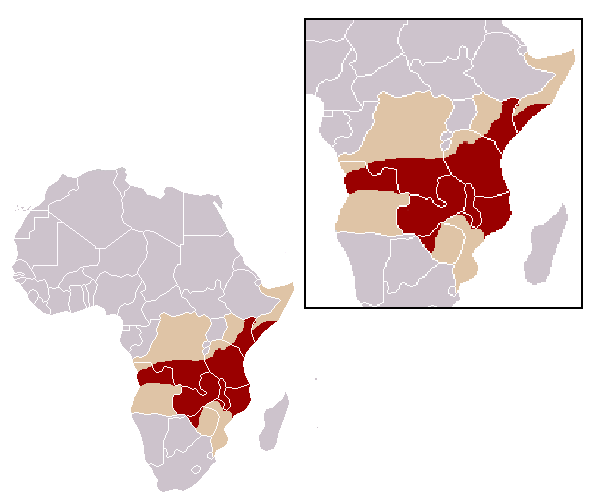
Areale di P. cynocephalus

Gruppi di esemplari di P. cynocephalus sono stati censiti in Angola, Zambia, Malawi, Zimbabwe, Botswana, Mozambico, Tanzania, Kenya  e Somalia.
La sottospecie P. c. cynocephalus è diffusa in Zambia, Malawi, Mozambico settentrionale e Tanzania. Il Papio c. ibeanus si trova in Kenya, nella Somalia meridionale e in Etiopia, mentre P. c. kindae vive in Angola, Zambia e nel Congo meridionale.
L'areale del P. cynocephalus si sovrappone a quello di altri babbuini del genere Papio, con livelli differenziati di ibridazione. Per esempio, in Zambia e Angola, P. c. kindae si sovrappone con Papio ursinus, ma le due specie non si incrociano. Al contrario in Kenya, P. c. ibeanus si sovrappone con Papio anubis dando luogo ad ibridii che mostrano diversità fenotipiche inusuali. 

È possibile che l'incrocio tra Papio cynocephalus e Papio anubis in quest'area possa aver contribuito alla formazione della sottospecie P. c. ibeanus.